# 베트남 정부
베트남 사회주의 공화국 정부(베트남어: Chính phủ Việt Nam)는 베트남의 국가 집행 기관(행정부)이며, 정부의 구성원은 베트남 국회에 의해 선출된다.

## 개요
2013년 베트남 헌법 제97조는 다음과 같이 규정하고 있다.
| “ | 정부의 임기는 국회 임기를 따른다. 국회가 만료되면 정부는 첫 국회가 정부를 시작할 때까지 그 임무를 계속 수행한다. | ” |

특히, 제71조는 각 국회의 임기는 5년으로 규정하고 있다.

### 구성과 구조
2013년 베트남 헌법 제95조 1항은 다음과 같이 규정한다.
| “ | 정부는 정부수상 , 정부부수상 , 부급 기관의 부장과 차장으로 구성되어 있다. 정부 성원의 수와 구성은 국회가 결정한다. 정부는 집단 제도로 일하고, 다수결로 결정한다. | ” |

### 업무와 권한
2013년 베트남 헌법 제96조는 다음과 같이 규정하고 있다.
정부는 다음과 같은 의무와 권한을 가진다.
1. 헌법, 법률, 국회의 결의, 조례, 국회의 상임위원회 결의, 대통령의 명령 및 결정의 이행을 조직한다.
2. 이 조에 규정된 임무와 권한을 수행할 수 있는 권한에 따른 결정이나 결정을 위해 국회와 국회 상임위원회에 제출할 정책을 제안하고 개발한다. 국회 전에 법률 프로젝트, 주 예산 프로젝트 및 기타 프로젝트 제출; 국회 상임위원회에 조례 프로젝트 제출
3. 경제, 문화, 사회, 교육, 건강, 과학, 기술, 환경, 정보, 미디어, 외교, 국방, 국가 안보, 질서 및 보안의 통합 관리 전체 사회; 일반 또는 부분적 동원 명령, 조국을 보호하고 국민의 생명과 재산을 보장하기 위해 비상 상태 및 기타 필요한 조치를 선언하는 명령을 집행;
4. 부처와 장관급기구의 설립과 폐지에 관한 결정을 국회에 제출한다. 지방 및 중앙 행정 도시, 특별 행정-경제 단위의 설립, 해산, 합병, 분할 및 조정; 지방 또는 중앙 도시에서 행정 단위 경계의 설정, 해산, 합병, 분할 및 조정에 대한 결정을 위해 국회 상임위원회에 제출하다.
5. 국가 행정부의 관리를 통합한다. 주정부 기관의 간부, 공무원, 공무원 및 공무원 관리; 국가기구의 관료주의와 부패를 예방하고 싸우고 불만과 비난의 검사, 조사 및 해결을 조직한다. 모든 수준의 부처, 장관급 기관, 정부 부처 기관 및 인민위원회의 활동을 이끌고; 우수한 주정부 기관의 문서를 구현할 때 인민위원회를 지도하고 조사한다. 인민위원회가 업무를 수행하고 법으로 규정된 권한을 행사할 수 있는 조건을 조성한다.
6. 국가와 사회의 권리와 이익, 인권 및 시민의 권리 보호; 사회 질서와 안전 보장
7. 대통령이 승인한 국가의 이름으로 국제 조약의 협상과 서명을 조직한다. 제14조 제70조 제14항에 규정된 승인을 위해 국회에 제출 된 국제 조약을 제외하고는 정부 이름으로 국제 조약에 서명, 가입, 승인 또는 무효화하기로 결정한다. 국가의 이익, 베트남 단체 및 외국 시민의 정당한 이익을 보호한다.
8. “베트남 조국 전선 중앙위원회와 사회 정치 단체 중앙 기관과 협력하여 그들의 임무와 권한을 수행한다.”

### 책임
정부는 대통령과 국회의 감독을 받는다. 정부는 다음을 준수해야 한다.
- 국회의 헌법, 법률, 결의
- 의식과 해상도 국회의 상임위원회
- 대통령의 명령과 결정

정부는 그 책임을 수행하며 대통령, 국회 및 국회 상임위원회에 그 업무를 보고한다.
정부의 기능, 업무 및 조직은 1992년 헌법 제8장, 《정부 조직에 관한 법률》(2001) 및 《정부의 작업 규정》 (2003년 12월 23일 공표)에 규정되어 있다.)
정부의 법령과 총리의 결정은 베트남의 조례이다.

## 부처 위원회(1980–2001)
1980년 헌법에 의해 베트남 부처 위원회가 관리하고 국가의 정부 활동을 규정하는 근거가 위임되었다. 1980년 헌법에는 “베트남 사회주의 공화국 정부는 최고 권위 기관이자, 최고 집행 기관”이라고 규정되어 있다. 그것은 베트남 국회와 보다 직접적으로 베트남 국무원에 책임이 있다. 국회 회의가 없을 때 그 임무에는 법률, 법령 및 기타 법안을 국회와 국가 이사회에 제출하는 것이 포함된다. 국가 계획 및 예산 초안 작성과 국회의 승인에 따라 시행; 국가 경제 발전 관리; 국방 활동을 조직하고 군대의 준비를 보장한다. 그리고 국가의 대외 관계를 조직하고 관리한다. 의원은 부의장, 부의장, 내각 장관과 국회 위원장을 포함하며, 사무국장은 국회와 일치한다. 각료회의에는 자체 상임위원회가 있으며, 이 위원회는 협의회의 활동을 조정하고 동원하는 역할을 한다. 1986년 상임위원회는 10명에서 13명으로 확대되었다.
각 부처는 2 ~ 12명의 부장관이 보조하는 장관이 이끌고 있다. 부처의 수와 기능은 헌법에 규정되어 있지 않지만 1987년에는 23개의 부처와 다른 많은 전문위원회와 부서가 있었다. 제6차 국회 총회 소집에 대한 명백한 응답 1986년에 간소화된 관료주의를 위해 여러 부처가 합병되었다.

## 정부 부처
정부는 현재 18개의 부처, 4개의 장관급 기관 및 9개의 부속 기관이 있다.

### 부서
1. 국방부
2. 공안부
3. 외교부
4. 법무부
5. 재무부
6. 산업통상부
7. 노동보훈사회부
8. 교통부
9. 건설부
10. 정보통신부
11. 교육훈련부
12. 내무부
13. 보건부
14. 농업농촌개발부
15. 기획투자부
16. 과학기술부
17. 문화체육관광부
18. 자원환경부

### 장관급 기관
1. 행정관청
2. 감사원
3. 베트남 국가은행
4. 민족위원회

### 정부 기관
1. 베트남 텔레비전 방송국
2. 베트남의 소리
3. 베트남 통신사
4. 호찌민 국립 정치 아카데미
5. 베트남 사회과학원
6. 베트남 과학기술 아카데미
7. 베트남 사회보험
8. 호치민 영묘 관리위원회
9. 기업의 국가 자본 관리위원회(2018년 9월 29일에 새로 설립)